# Campeonato salvadoreño 1967-68
El Campeonato salvadoreño de fútbol 1967-68 fue la decimoctava edición de la Primera División de El Salvador de fútbol profesional salvadoreño en la historia.

## Desarrollo
El campeón de esta edición fue el Águila, obteniendo su quinto título. El subcampeón fue el FAS por quinta vez.

## Equipos participantes
| Club                       | Ciudad       | Departamento |
| -------------------------- | ------------ | ------------ |
| ADLER                      | Desconocido  | Desconocido  |
| Águila                     | San Miguel   | San Miguel   |
| Alianza                    | San Salvador | San Salvador |
| Atlético Marte             | San Salvador | San Salvador |
| FAS                        | Santa Ana    | Santa Ana    |
| Juventud Olímpica          | Acajutla     | Sonsonate    |
| Luis Ángel Firpo           | Usulután     | Usulután     |
| 11 Municipal               | Ahuachapán   | Ahuachapán   |
| Sonsonate                  | Sonsonate    | Sonsonate    |
| Universidad de El Salvador | San Salvador | San Salvador |

## Tabla de posiciones
| Pos.            | Equipos                    | PJ  | PG  | PE  | PP  | GF  | GC  | Dif. | Pts. |
| --------------- | -------------------------- | --- | --- | --- | --- | --- | --- | ---- | ---- |
| 1.              | Águila                     | 36  | 16  | 13  | 7   | 69  | 47  | 22   | 45   |
| 2.              | FAS                        | 36  | 16  | 12  | 8   | 52  | 41  | 11   | 44   |
| 3.              | Alianza                    | 36  | 16  | 11  | 9   | 69  | 56  | 13   | 43   |
| 4.              | ADLER                      | 36  | 15  | 11  | 10  | 60  | 45  | 15   | 41   |
| 5.              | Atlético Marte             | 36  | 14  | 11  | 11  | 54  | 48  | 6    | 39   |
| 6.              | Sonsonate                  | 36  | 13  | 12  | 11  | 46  | 40  | 6    | 38   |
| 7.              | Universidad de El Salvador | 36  | 11  | 11  | 14  | 52  | 60  | -8   | 33   |
| 8.              | Juventud Olímpica          | 36  | 9   | 14  | 13  | 44  | 52  | -8   | 32   |
| 9.              | 11 Municipal               | 36  | 10  | 10  | 16  | 48  | 62  | -14  | 30   |
| 10.             | Luis Ángel Firpo           | 36  | 6   | 3   | 27  | 44  | 87  | -43  | 15   |
| Equipos 1967-68 | Equipos 1967-68            | 360 | 126 | 108 | 126 | 538 | 538 | 0    | 360  |

|  |             |
|  | Campeón.    |
|  | Descendido. |

| Campeón          |
| Águila 5° Título |